# Abułkar Kostojew
Abułkar Kostojew (ur. 23 sierpnia 1960, zm. 22 czerwca 2004) – polityk inguski.
Był ministrem spraw wewnętrznych w znajdującej się na terenie Federacji Rosyjskiej republice Inguszetia. Zginął w czasie akcji zbrojnej separatystów czeczeńskich, którzy dokonali rajdu na stolicę Inguszetii, Nazrań. Śmierć poniosło wówczas według różnych źródeł 46-48 osób, w tym m.in. wiceminister spraw wewnętrznych Inguszetii, Ziaudin Chatijew.
Następcą Kostojewa na stanowisku ministra spraw wewnętrznych Inguszetii został pułkownik Bisłan Chamchojew.